# Isola di Leigh-Smith
L'isola di Leigh-Smith (in russo Остров Ли-Смита, ostrov Li-Smita) è un'isola russa che fa parte dell'arcipelago della Terra di Francesco Giuseppe, nell'Oceano Artico. Amministrativamente fa parte dell'oblast' di Arcangelo.
L'isola di Leigh-Smith è stata così chiamata in onore dell'esploratore britannico Benjamin Leigh Smith, (1828–1913).

## Geografia
L'isola si trova tra l'isola di Hooker, 6 km ad ovest, e l'isola di Brady, 8 km ad est, mentre a nord-ovest si trova l'isola della Royal Society. L'isola di Leigh-Smith ha una lunghezza di 14 km ed è larga 6,5 km, l'altezza massima del terreno a capo Rose (la punta settentrionale) è di 163 m, ma l'isola è quasi interamente ricoperta da ghiacciai e calotte di ghiaccio che toccano i 309 m e 247 m. La punta meridionale si chiama capo Wittenburg.